# Jules-Edmond Cuisinier
Jules-Edmond Cuisinier, né le 16 novembre 1857 à Alénya et mort le 8 janvier 1917 à Paris, est un peintre et graveur français.

## Biographie
Aquafortiste, il obtient une mention honorable au Salon des artistes français en 1895. 
On lui doit en 1902 un abécédaire dit Alphabet illustré.
Il  meurt le 8 janvier 1917 en son domicile dans le 16e arrondissement de Paris, et est inhumé au cimetière de Samois-sur-Seine.